# Hendrik Niclaes

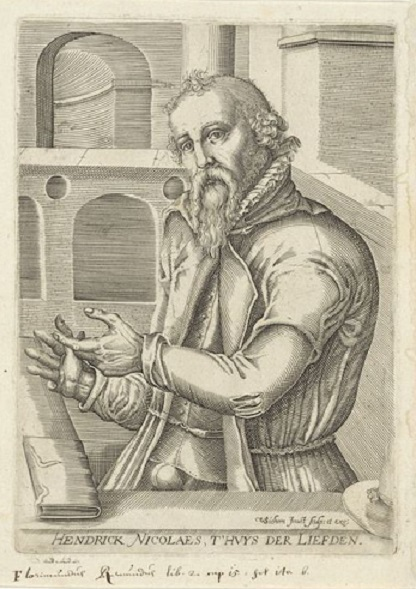
Hendrik Niclaes

Hendrik Niclaes (Münster, ca. 1501 - ca. 1580) was een Duitse mysticus en stichter van de sekte Familia Caritatis (van caritas, naastenliefde, 'Familie van Liefde' of 'Huis der Liefde').

## Leven
Niclaes werd in 1501 of 1502 in Münster geboren, waar hij trouwde en een welvarend koopman werd. Als jongen had hij visioenen en hij werd op 27-jarige leeftijd op verdenking van ketterij gevangengezet. Rond 1530 verhuisde hij met zijn familie naar Amsterdam, waar hij weer gevangen werd gezet, ditmaal op verdenking van medeplichtigheid bij de Münster opstand van 1534-1535.

### Huis der Liefde
In 1539 stichtte hij zijn 'Huis der Liefde' en een jaar later verhuisde hij naar Emden, waar zich veel ballingen in verband met de geloofsvervolging verzamelden. Hij had de hoop dat zijn 'Huis der Liefde' kon bijdragen aan een bredere religieuze reformatie in Europa. 'De ideologie riep op tot een spiritueel individueel godsbesef, maar intussen beschouwde Niclaes zichzelf als onbetwiste leider, een kerkvorst met vergaande bevoegdheden.'
Allerlei libertijnse denkers als Cassander, Baudouin en ook het Huis der Liefde zetten in op 'verzoening', die 'uitging van de gedachte dat verschillende opvattingen op een dieper niveau tot harmonie gebracht konden worden.'

### Libertijnen
De spiritualisten of 'libertijnen' in Emden 'hadden gemeenschappelijk dat ze het gezag van een gevestigde kerk over de gelovigen of over het geheel van de samenleving ontkenden dan wel sterk relativeerden. Een mens moest zijn individuele relatie met God kunnen verdiepen. Uiterlijke rituelen, kerkelijke discipline of leergezag waren daarin niet leidend, hoogstens een hulpmiddel. Maar liever ook dat niet, want tussen God en mens mochten geen institutionele barrières worden opgeworpen. Religieuze verdieping stond voor een deel gelijk aan het verwerven van zelfkennis. Het was een contemplatieve levenshouding die veelal bleek voorbehouden aan ontwikkelder mensen. Een wijsgeer als Socrates, die alle gezag en wereldlijke kennis relativeerde, genoot grote populariteit in deze kringen en dat gold ook voor stoïcijnen als Epictetus en Seneca, die nadruk legden op het ontwikkelen van zelfkennis en zelfbeheersing. Wat veel spirituele sekten daaraan toevoegden was een zoektocht naar het goddelijke in jezelf. Dat was de meer universitair ontwikkelde variant; die ging soms naadloos over in een vorm van sektarisch denken waar de dreiging van een ophanden zijnde eindtijd of apocalyps omheen hing. Die dreiging nodigde uit tot het opsporen en interpreteren van alle denkbare voortekenen. Astrologie en magie waren populair in deze kringen, en sommige sekteleiders claimden rechtstreeks in verbinding te staan met het hogere. Zo'n beweging was het uiterst schimmig opererende Huis der Liefde rond stichter en geestelijk leider Hendrik Niclaes, die een grote aantrekkingskracht leek te hebben op intellectuelen, kooplieden en bestuurders.'
Er zijn in de literatuur een aantal personen in verband gebracht met het Huis der Liefde. Dat zijn onder meer de drukkers Christoffel Plantijn, John Gailliart, de humanisten Abraham Ortelius, Justus Lipsius, Andreas Masius, Goropius Becanus, Benito Arias Montano, de dichters Peeter Heyns, Jan van der Noot, Lucas d'Heere, de kunstschilders Pieter Brueghel de Oude, Filips Galle, Joris Hoefnagel, de theoloog Hubert Duifhuis, de schrijver Dirck Volkertsz. Coornhert, 'familisten' Daniel van Bombergen, Emanuel van Meteren, Johan Radermacher en de Antwerpse kooplieden Marcus Perez en Ferdinando Ximines. In nogal wat literatuur werd bijvoorbeeld Plantijn een zeer belangrijke rol binnen de beweging toegedicht. Het is echter zeer lastig en vaak onmogelijk vast te stellen of dat verband nu een vorm van lid zijn van het Huis der Liefde inhield of bijvoorbeeld slechts een zekere intellectuele  en religieuze affiniteit met (een deel van) het gedachtegoed van Niclaes. Paul Valkema Blouw heeft bijvoorbeeld overtuigend aangetoond dat de relatie tussen Plantijn en Niclaes in de eerste plaats gebaseerd was op wederzijdse zakelijke belangen. De in dit verband ook genoemde Coornhert kende Niclaes, maar zijn "  Spiegelken van de ongerechtigheyt " is een scherpe aanval op Niclaes en zijn denkbeelden.  
In 1579 leefde Niclaes in Keulen.

## Werken
Hij schreef Den Spegel der Gherechticheit dorch den geist der Liefden unde den vergodeden Menscit I-IN, uth de hernmelisc tie Warheit betuget (in Engelse vertaling An introduction to the holy Understanding of the Glasse of Righteousness. Hij signeerde met de initialen 'H.N.' (Homo Novus, nieuwe mens).